# Distretto di Black River
Black River o Rivière Noire è un distretto di Mauritius.
Si trova sul lato occidentale dell'isola, e prende il nome dal fiume Nero.
Ha una popolazione di circa 80 939 abitanti nel 2015 e un'area di 259 km².
Il capoluogo è Tamarin.
Black River è il distretto più grande di Mauritius per estensione, e l'ultimo per numero di abitanti. Buona parte dell'area del distretto è adibita a parco naturale e coperta da foresta pluviale; il parco principale, omonimo, è il Parco nazionale Black River Gorges. Altre località piuttosto note del distretto sono le Cascate di Tamarin e le "Terre dei sette colori" di Chamarel.